# Thomas Bourchier
Thomas Bourchier   (Essex, 1404 - Knole House, 30 de març de 1486) fou un cardenal i arquebisbe catòlic anglès.

## Biografia
Era fill de William Bourchier, comte d'Eu, i d'Anna de Gloucester, filla de Thomas Woodstock, duc de Gloucester.
Va estudiar a la Universitat d'Oxford i va començar la seva carrera eclesiàstica obtenint ràpides promocions.
Després d'ocupar alguns càrrecs menors, esdevingué sacerdot el 1433 i, el 15 de maig de 1434, va ser nomenat bisbe de Worcester amb la dispensa papal per encara no haver arribat a l'edat canònica. El mateix any va ser rector de la Universitat d'Oxford i el 1443 va ser nomenat bisbe d'Ely. L'abril del 1454 va ser nomenat arquebisbe de Canterbury, esdevenint Lord Canceller d'Anglaterra el març següent.
El seu breu mandat com a canceller va coincidir amb l'inici de la guerra de les dues roses. El 1458 va ajudar a reconciliar els partits contendents, però quan va esclatar de nou la guerra el 1459, apareix com un Yorkista decidit. Va coronar el rei Eduard IV d'Anglaterra el juny de 1461, i quatre anys més tard va coronar la reina, Elisabet Woodville.
El 1457 Bourchier va participar en el judici de Reginald Pecock, bisbe de Chichester, acusat d'heretgia. Al consistori del 18 de setembre de 1467 va ser nomenat cardenal pel papa Pau II amb el títol de cardenal prevere de San Ciriaco alle Terme Diocleziane com a nomenament honorífic sol·licitat per a ell per Eduard IV, però va rebre el barret de cardenal amb certa demora (1473). El 1475 va ser un dels quatre àrbitres nomenats per organitzar els detalls del tractat de Picquigny entre Anglaterra i França.
Després de la mort d'Eduard IV el 1483, Bourchier va convèncer la reina perquè permetés al seu fill petit, Ricard, duc de York, compartir la residència del seu germà a la Torre de Londres. Tot i que havia jurat ser lleial a Eduard V abans de la mort del seu pare, va coronar Ricard III d'Anglaterra el juliol de 1483.
No obstant això, no estava de cap manera implicat en l'assassinat dels joves prínceps, i probablement va ser un dels participants en la conspiració contra Ricard III.
El tercer rei anglès coronat per Bourchier va ser Enric VII d'Anglaterra, que es va casar amb Elisabet de York el gener de 1486, posant fi a la Guerra de les Roses.
L'arquebisbe va morir el 30 de març de 1486 a la seva residència, Knole House, prop de Sevenoaks, i va ser enterrat a la catedral de Canterbury.